# بهرة داودية
البهرة الداودية أحد فرق البهرة أو الإسماعيلية المستعلية وهي الفرقة التي اتبعت الخليفة الفاطمي المستعلي بالله مقابل أخيه نزار بن معد الذي اتبعه النزارية.
وبعد غيبة إمامهم الواحد والعشرين الطيب أبي القاسم تولي النيابة عن الإمام الغائب ما يعرف بالداعي المطلق.
بعد وفاة الداعي المطلق محمد عز الدين الأول بن الحسن بدر الدين الثاني سنة 946 هـ / 1539م، أصبح الداعي الهندي يوسف نجم الدين بن سليمان (توفي 974 هـ / 1567 م) داعيا مطلقا للدعوة الطيبية التي انتقل مركزها من اليمن إلى الهند. فانتشرت الدعوة الإسماعيلية في الهند منطلقة من ولاية كوجرات غربي الهند. واستجاب لتلك الدعوة جموع غفيرة من الهنود من طبقة التجار، وهم ممن يطلق عليهم باللغة الكوجراتية اسم البهرة.

## الانشقاق إلى داودية وسليمانية
في سنة 999 هـ / 1591 ميلادي بعد وفاة الداعي المطلق السادس والعشرون داود بن عجبشاه حدث انقسام في هذه الفرقة، حيث انتخب بهرة كجرات _ الذين يشكلون الأغلبية بين أفراد الفرقة _ الداعي المطلق السابع والعشرين داود برهان الدين بن قطب شاه (توفي سنة 1021 هـ / 1612م) خليفة لسلفه، وبعثوا بنص الانتخاب إلى أصحابهم في اليمن، وهؤلاء هم الداوودية. ومركز الدعوة الداودية في الهند ولهم جامعة في سورات تسمى السيفية تدرس علوم مذهبهم.
ولكن بعد فترة حدث أن انتخب عدد محدود من أفراد هذه الفرقة الداعي المطلق السابع والعشرين سليمان بن الحسن والذي كان في عهد سلفه مسؤول عن الدعوة باليمن هو صاحب النص الشرعي والخليفة لداود بن عجبشاه. ولديهم وثيقة لا تزال محفوظة لدى الدعوة السليمانية.
توفي سليمان في أحمد آباد سنة 1005 هـ / 1597م، وقد عرف مؤيدوا سليمان باسم السليمانيين. ويدعى ممثله الرئيس في الهند باسم (المنصوب)، مركز دعوة السليمانيين اليوم حيث أغلب الإسماعيلية سليمانية ولهم اتباع في الهند واليمن. ويمثله اليوم الداعي المطلق ي .
الداعي المطلق الحالي للطائفة الداودية هو الداعي المطلق الثالث والخمسين مفضل سيف الدين بن محمد برهان الدين.